# Saint-Jean-de-Liversay
Saint-Jean-de-Liversay è un comune francese di 2 366 abitanti situato nel dipartimento della Charente Marittima nella regione della Nuova Aquitania.

## Società

### Evoluzione demografica
Abitanti censiti